# Club Sportivo Ameliano
O Club Sportivo Ameliano, ou simplesmente Sportivo Ameliano, é um clube profissional de futebol do Paraguai, localizado no bairro Virgen del Huerto, na capital Assunção. O time foi fundado em 6 de janeiro de 1936 e atualmente joga na Primeira Divisão Paraguaia. O clube manda seus jogos no Estádio José Tomás Silva.

## Títulos
- Copa do Paraguai (1): 2022
- Supercopa do Paraguai (1): 2022
- Terceira Divisião do Paraguai (2): 1959, 2019
- Quarta Divisião do Paraguai (2): 2003, 2006